# Spalax galili
Spalax galili és una espècie de rata talp cega de la família dels espalàcids. Es tracta d'un rosegador subterrani endèmic de l'Alta Galilea (nord d'Israel). Viu en zones plujoses i de sòl compacte, cosa que limita la permeabilitat dels gasos i fa que S. galili hagi de viure en condicions d'hipòxia. Ha desenvolupat adaptacions per sobreviure en aquestes condicions. Entre altres llocs, se n'han trobat exemplars a prop de la població de Kerem Ben Zimra.